# Emergency Quota Act
Der Emergency Quota Act (deutsch: „Not-Quotengesetz“) war ein Gesetz, das in den Vereinigten Staaten 1921 auf Bundesebene in Kraft trat, um die Einwanderung, die nach dem Ersten Weltkrieg stark zugenommen hatte, zu begrenzen. Das Gesetz, das am 19. Mai 1921 verabschiedet wurde und das auch als „Johnson Quota Act“ bekannt war, regelte, wie viele Personen pro Jahr aus welchen Herkunftsländern einreisen durften.

## Nationalitätenregelung
Abgesehen vom Chinese Exclusion Act, der 1882 den Zuzug von Chinesen beschränkt hatte, war der Emergency Quota Act das erste US-Bundesgesetz, das die Erlaubnis zur Einreise in die Vereinigten Staaten von der Nationalität des Bewerbers abhängig machte. Das Gesetz wurde drei Jahre später vom Immigration Act of 1924 abgelöst, dessen Bestimmungen noch schärfer waren.
Der Act benachteiligte vor allem  Einwanderer aus Süd- und Osteuropa, die damals in großer Zahl in die Vereinigten Staaten strömten. Einwanderer aus den „alten“ Einwanderungsländern, den britischen Inseln und Deutschland, waren dagegen relativ begünstigt. Hintergrund des Gesetzes war eine weitverbreitete Abneigung in der amerikanischen Öffentlichkeit gegenüber häufig schlecht ausgebildeten und armen Migranten aus Süd- und Osteuropa, die als kaum integrationsfähig in die protestantisch-nordeuropäisch geprägte Kultur der Vereinigten Staaten galten.

## Einzelheiten des Gesetzes
Das Gesetz machte die Zahl der zulässigen Einwanderer eines bestimmten Herkunftslandes davon abhängig, wie viele Landsleute zum Zeitpunkt der Volkszählung von 1910 in den Vereinigten Staaten gelebt haben. Diese Zahl durfte pro Jahr 3 % der im Stichjahr gezählten Population nicht überschreiten.
Ausgenommen von der Regelung waren u. a. Regierungsbeamte, minderjährige Kinder US-amerikanischer Staatsbürger und Einwohner anderer Länder des amerikanischen Doppelkontinents.